# La Petite-Fosse
La Petite-Fosse település Franciaországban, Vosges megyében. Lakosainak száma 84 fő (2022. január 1.). La Petite-Fosse La Grande-Fosse, Ban-de-Sapt, Le Beulay, Frapelle, Nayemont-les-Fosses és Provenchères-et-Colroy községekkel határos.

## Népesség
A település népességének változása:
| Lakosok száma | 84   | 82   | 83   | 78   | 75   | 72   | 70   | 77   | 84   |
|               | 2013 | 2015 | 2016 | 2017 | 2018 | 2019 | 2020 | 2021 | 2022 |